# チグミスンガン
チグミスンガン（지금이순간、’’Jigeum I Sungan’’、2009年3月23日 - ）とは大韓民国の競走馬、種牡馬である。

## 経歴
日本から種牡馬として輸出されたイングランディーレの代表産駒。母はSolmaru、その父Mujaazif。済州島のセナム牧場生産。
2歳時は1勝のみと平凡な成績であったが、3歳に入り本格化してコリアンダービー、農林水産食品部長官杯の3歳2冠を制し、同年のソウル競馬場の年度代表馬、最優秀内国産馬を同時受賞した。4歳時も済州特別自治道杯、ソウル馬主協会長杯の2つの重賞を制覇。年末のグランプリ2着を最後に登録抹消され引退した。

## 種牡馬時代
2014年より父イングランディーレを繋養する済州島の金岳牧場で種牡馬入り。種付頭数は2014年22頭、2015年23頭、2016年16頭、2017年6頭、2018年には2頭まで減ったが、産駒の活躍もあり2023年15頭、2024年には20頭に種付けと盛り返している。
2年目産駒のシムジャンギゴドン（심장의고동、Simjangui Godong）は、2019年コリアダービー2着や大統領杯3着、古馬になってから2021年11月28日の大統領杯に優勝して史上初めて韓国産父子でのG1制覇、翌2022年の大統領杯は2着、2024年にはドバイ遠征もしている。2025年より種牡馬入りした。

## 主な成績
- 2012年
  - コリアンダービー(GI)1着
  - 農林水産食品部長官杯(GII)1着
  - 大統領杯(GI)2着
- 2013年
  - 済州特別自治道杯(GIII)1着
  - ソウル馬主協会長杯(GIII)1着
  - スポーツ東亜杯1着
  - スポーツ京郷杯1着
  - グランプリ(GI)2着
  - 大統領杯(GI)3着